# Аделхайд Анжуйска
Вижте пояснителната страница за други личности с името Аделхайд.
Аделхайд Анжуйска или Бланш, Бланка (на френски: Adélaïde-Blanche d’Anjou; * ок. 950; † 29 май 1026, вер. в Авиньон) е френска благородничка от фамилията на графовете на Анжу (Първи Дом Анжу или Ингелгеринги), графиня от Арл и чрез женитби – графиня на Тулуза и Прованс.

## Живот
Тя е дъщеря на Фулк II Добрия († 958), граф на Анжу, и първата му съпруга Герберга. Сестра е на граф Готфрид I, който е неин опекун след смъртта на баща им през 958 г.
Аделхайд се омъжва няколко пъти. На 12 – 15 години тя е омъжена (950/960) за Стефан (Étienne), граф на Жеводан. Той е един от могъщите в Източна Аквитания.
След смъртта на нейния първи съпруг малко преди 975 г. тя се омъжва за граф Раймунд (V) от Тулуза и княз на Готия, който умира ок. 978 г.
През 982 г. Аделхайд се омъжва трети път, за Луи V, бъдещия крал на Франция (Каролинги), и през 984 г. го напуска, преди да стане крал.
Аделхайд се омъжва през 984/986 г. за Вилхелм I от Прованс (952 – 993/994), граф и по-късно от 979 г. маркграф на Прованс и от 970 г. граф на Арл от младата линия на фамилията Дом Прованс. Тя е втората му съпруга.
Аделхайд е регентка на децата си. Тя се омъжва преди 1016 г. за Ото Вилхелм (958 – 1026) от граф на Бургундия (Иврейска династия), бащата на нейната снаха Герберга († 1020/23), вдовица на нейния син граф Вилхелм II.

## Деца
От брака си със Стефан, граф на Жеводан, има четири деца:
- Понс I († 1016/1018), от 1011 граф на Гéваудан и Форез
- Бертранда
- Етиен, епископ на Пуи от 996 до 998 г.
- Хумберга (наричана също Ерменгарда), ∞ Вилхелм от Клермон

От брака си с граф Раймунд (V) има един син:
- Вилхелм III Тайлефер († 1037), граф на Тулуза, ∞ 1) Арзинда (вер. Арзинда от Прованс); 2) между 1008 и 1021 за Емма от Прованс

От брака си с Вилхелм I от Прованс има децата:
- Вилхелм II († 1019), 994– 1019 граф на Прованс, ∞ ок. 1013 Герберга от Бургундия († 1020/23), дъщеря на граф Ото Вилхелм от Бургундия
- Констанца Арлска (* 986; † 25 юли 1034), трета съпруга на Робер II, крал на Франция

Според някои източници Аделхайд е майка и на:
- Ермгарда; ∞ Роберт I граф на Оверн († пр. 1032)
- Тода; ∞ 992 Бернардо I Талаферо граф граф на Бесалу и граф на Рипол († 1020)